# اوترن-برمکه
اوترن-برمکه (به آلمانی: Oettern-Bremke) یک منطقهٔ مسکونی در آلمان است که در دتمولد واقع شده‌است.
 اوترن-برمکه  ۱۵۳ نفر جمعیت دارد.